# Liste von Persönlichkeiten der Stadt Großenhain
Die folgende Übersicht enthält bekannte Persönlichkeiten, die in der sächsischen Stadt Großenhain geboren wurden oder mit Großenhain in Verbindung stehen.

## Söhne und Töchter der Stadt
Die folgenden Persönlichkeiten wurden in Großenhain geboren:

### 15.–16. Jahrhundert
- Caspar Borner (um 1492–1547), lutherischer Theologe, Humanist, Reformator und Rektor der Universität Leipzig
- Valentin Weigel (1533–1588), evangelischer Theologe und Philosoph
- Sigismund Badehorn (1585–1626), lutherischer Theologe, Professor an der Universität Leipzig und Superintendent in Grimma

### 17. Jahrhundert
- Martin Blochwitz (1602–1629), Mediziner, praktischer Arzt, Stadtphysikus in Oschatz
- Christian Trentsch (1605–1677), didaktischer Logiker und Metaphysiker
- Marcus Dornblüth (1642–1715), Dresdner Bürgermeister
- Basilius Petritz (1647–1715), Kirchenmusiker und Kreuzkantor
- Paul Thymich (1656–1694), Dichter
- Johann Christian Clodius (1676–1745), Arabist, Philologe, Hebraist und Hochschullehrer
- Gottfried Adolph Daum (1679–1743), preußischer Unternehmer und Bankier

### 18. Jahrhundert
- Johann Gottfried Hauptmann (1712–1782), klassischer Philologe und Gymnasialrektor
- Karl Heinrich von Löwenfinck (1718–unbekannt), Porzellanmaler
- Paul Jacob Förtsch (1722–1801), lutherischer Theologe und Generalsuperintendent der Generaldiözesen Göttingen und Harburg
- August Gottlob von Lederer (1723–1795), k.k. Hofrat und Geheimer Staats-Offizial
- Ludwig Ferdinand von Dyherrn (1743–1817), Generalmajor
- Karl August Gottlieb Keil (1754–1818), evangelischer Theologe und Rektor der Universität Leipzig
- Carl Gottfried Theodor Chladenius (1759–1837), Jurist und Bürgermeister von Großenhain
- Friedrich von Erdmannsdorff (1772–1827), Regierungspräsident, geboren auf Gut Strauch
- Frederick Traugott Pursh (1774–1820), eigentlich Friedrich Pursch, Botaniker
- Adolf Theodor Roscher (1782–1861), Unternehmer in der Glasindustrie
- Emil Reiniger (1792–1849), Arzt, Dichter und Mitgründer der ersten Volksbücherei Deutschlands in Großenhain

### 19. Jahrhundert
- Franz Albert Schneider (1802–1887), Kaufmann, Kommerzienrat, Politiker
- Heinrich August Manitius (1804–1883), Privatgelehrter, geboren in Skäßchen
- Ernst Heinrich Pfeilschmidt (1809–1894), evangelischer Pfarrer an der Annenkirche Dresden und Schriftsteller
- Friedrich Julius Otto (1809–1870), Chemiker
- Franz Dietrich (1810–1883), evangelischer Theologe und Orientalist, geboren in Strauch
- Eduin Bauer (1816–1892), Pfarrer und Autor, geboren in Walda
- Gustav Fedor Zschille (1819–1888), Tuchfabrikant
- Ernst Karl Schäfer (1821–1878), Gründer des heutigen Moritz-Schäfer-Verlags und langjähriger Direktor der German Society of Pennsylvania
- Richard von Meerheimb (1825–1896), Offizier und Schriftsteller
- Kurt Haubold von Einsiedel (1825–1886), Generalleutnant
- Heinrich Ernst Stötzner (1832–1910), Pädagoge
- Richard Richter (1839–1901), Pädagoge, geboren in Skassa
- Camillo Ehregott Zschille (1847–1910), Zeichner
- Richard Zschille (1847–1903), Tuchfabrikant, Kunstsammler und Stifter
- Hermann Tillig (1849–unbekannt), Politiker (SPD)
- August Kaden (1850–1913), Zigarrenfabrikant, Verleger, Politiker der SPD, Mitglied des Deutschen Reichstages und Mitglied des Sächsischen Landtags
- Victor Alexander von Otto (1852–1912),  Jurist, Politiker, Sächsischer Justizminister und Ministerpräsident von Sachsen
- Heinrich Ernst Franke (1852–1915), Generalleutnant
- Friedrich Geyer (1853–1937), Politiker der SPD, USPD und KPD, Mitglied des Deutschen Reichstages, Mitglied des Sächsischen Landtags und Sächsischer Finanzminister
- Ernst Nitzschke (1855–1924), Politiker der SPD und Mitglied des Deutschen Reichstags
- Paul Schumann (1855–1927), Kunsthistoriker und Mitbegründer des Dürerbundes
- Paul Adolf Härtig (1856–1929), sächsischer Staatsbeamter
- Paul Harzer (1857–1932), Astronom
- Hans Dedo von Milkau (1858–1913), Generalmajor, geboren in Skassa
- Georg Buchwald (1859–1947), lutherischer Theologe
- Hermann Käppler (1863–1926), Müller, Politiker der SPD, Mitglied des Landtags von Sachsen-Altenburg und Mitglied des Deutschen Reichstags
- Johanna Zschille-von Beschwitz (1863–1946), Malerin, Mitglied der Gruppe Dresdner Künstlerinnen
- Georg von Metzsch-Reichenbach (1864–1931), Offizier, Hofbeamter und Vorsitzender des Roten Kreuzes in Sachsen
- Max Geißler (1868–1945), Autor und Literaturwissenschaftler
- Arthur Hedrich (1870–1937), Volkssänger, Gesangskomiker (Bassist)
- William Müller (1871–1913), Architekt
- Johann Jaenichen (1873–1945), deutscher Bildhauer
- Max Kästner (1874–1959), Heimatforscher
- Ludwig von Schlieben (1875–1957), Maler
- Kurt Lindner sr. (1877–1966), Unternehmer in der Elektrotechnikbranche
- Agnes Susanne Scheurmann (1881–1974), Malerin und Grafikerin
- Fritz Poetzsch-Heffter (1881–1935), Rechtswissenschaftler
- Reinhard Buchwald (1884–1983), Literar- und Kulturhistoriker und Mitbegründer der deutschen Volkshochschulbewegung
- Max Müller (1885–1960), Maler und Grafiker
- Siegfried von Haugk (1886–1955), Reiter
- Rudolf Zocher (1887–1976), Philosoph und Hochschullehrer
- Fritz Geyer (1888–1966), Jurist, Politiker der USPD, SPD und SED, Regierungsbeamter, Leiter des Büros des Präsidenten des Ministerrates der DDR
- Friedrich Buchwald (1891–1976), Politiker (SPD)
- Kurt Globig (1895–1972), Kunstmaler
- Walter Harras (1895–1976), Gebrauchsgrafiker und Maler
- Carlo Mierendorff (1897–1943),  Politiker der SPD, Mitglied des Deutschen Reichstages und Widerstandskämpfer gegen den Nationalsozialismus
- Franz Bänsch (1899–1961), Oblate der Makellosen Jungfrau Maria und Gefängnisseelsorger
- Walter Neul (1899–1971), Politiker der NSDAP, Mitglied des Sächsischen Landtags und Mitglied des Deutschen Reichstags
- Johannes Bärner (1900–unbekannt), Biologe und Hochschullehrer

### 20. Jahrhundert
- Edgar Fritz Rosenblatt (1901–1997), Chemiker und Manager
- Gerhart Gunderam (1904–1992), Sachbuchautor und Schachtheoretiker
- Johanna Kunath[1] (1904–1993), Diätschwester, Wegbereiterin des Berufsbildes Diätassistent/Diätassistentin
- Kurt Eggert (1909–1997), Lehrer, Heimatkundler und Kunstmaler
- Walter Klöditz (1911–1994), Politiker der SPD und Oberbürgermeister von Braunschweig
- Wilhelm Werner (1912–nach 1967), Volkskammerabgeordneter der NDPD
- Richard Hönicke (1921–2000), Kunstmaler
- Werner Kirst (1924–2012), Handballspieler, Handballtrainer und Hochschuldozent
- Helmut H. Schaefer (1925–2005), Mathematiker, Professor an der Universität Halle (Saale), an der Eberhard Karls Universität Tübingen, am California Institute of Technology und an weiteren US-amerikanischen Universitäten
- Georg Otto  (1928–2021), Mitbegründer der politischen Partei Die Grünen und Gründer der Quartalszeitschrift „Alternativen“
- Anneliese Löffler (1928–2021), Germanistin, geboren in Folbern
- Erich Haase (* 1928), Politiker (SED), DDR-Minister für Materialwirtschaft
- Frieder Zschoch (1932–2016), Musikwissenschaftler
- Joachim Fritsche (1933–2015), Gebrauchsgrafiker
- Manfred Reiß (1936–2015), Sportwissenschaftler, Hochschullehrer und Leichtathletiktrainer
- Karsten Garscha (* 1938), Romanist
- Wolfgang Herrmann (* 1939), Politiker (SED)
- Maria Schüler (* 1939), Hörspiel-Dramaturgin, Übersetzerin und Hörfunkmoderatorin
- Eberhard Schneider (* 1941), Politikwissenschaftler
- Bernd-Artin Wessels (* 1941), Unternehmer
- Roland Gawlik (* 1944), Tänzer, Choreograph, Schauspieler und Ballettdirektor
- Henning Läuter (* 1944), Mathematiker
- Otto König (1945–2023), Gewerkschaftler
- Manfred Eckelt (* 1947), Maler und Grafiker
- Cornelia Zanger (* 1953), Ökonomin, Professorin an der Universität Kiel, an der RWTH Aachen und an der TU Chemnitz
- Uwe Bastian (1957–2024), Soziologe und Publizist

- Catherine Stoyan (* 1959), Schauspielerin
- Steffen Scheumann (* 1961), Schauspieler

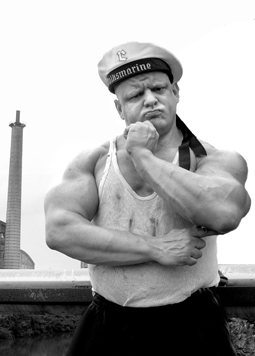
Roger Baptist als Rummelsnuff

- Manuela Schmidt (* 1963), Politikerin (PDS, Die Linke), Vizepräsidentin im Abgeordnetenhaus Berlin
- Roger Baptist (* 1966), auch bekannt als Rummelsnuff, Musiker und Bodybuilder
- Mario Beger (* 1966),  Politiker (AfD) und Mitglied des Sächsischen Landtags
- Kerstin Felgner (* 1966), Politikerin (Die Grünen)
- Lutz Jenke (* 1967), Badmintonspieler
- Ina Justh (* 1969), Ruderin
- Sven Eppinger (* 1970), Politiker (CDU)
- André Wendt (* 1971), Politiker (AfD)
- Ingo Senftleben (* 1974), wuchs nach der Geburt in Ortrand auf, Politiker, Vorsitzender der CDU-Fraktion im Landtag Brandenburg und Landesvorsitzender der CDU Brandenburg
- Stefan Jänke (* 1975), Komponist, Kirchenmusiker und Chorleiter
- Sebastian Hecht (* 1978), politischer Beamter
- Ulrike Almut Sandig (* 1979), Schriftstellerin
- Daniel Stefanik (* 1979), Musiker
- Sebastian Rick (* 1983), Historiker und Kommunalpolitiker (CDU)
- Robin Hoffmann (* 1984), Musiker und Komponist
- Lucas Krzikalla (* 1994), Handballspieler

## Weitere Persönlichkeiten, die mit der Stadt in Verbindung stehen

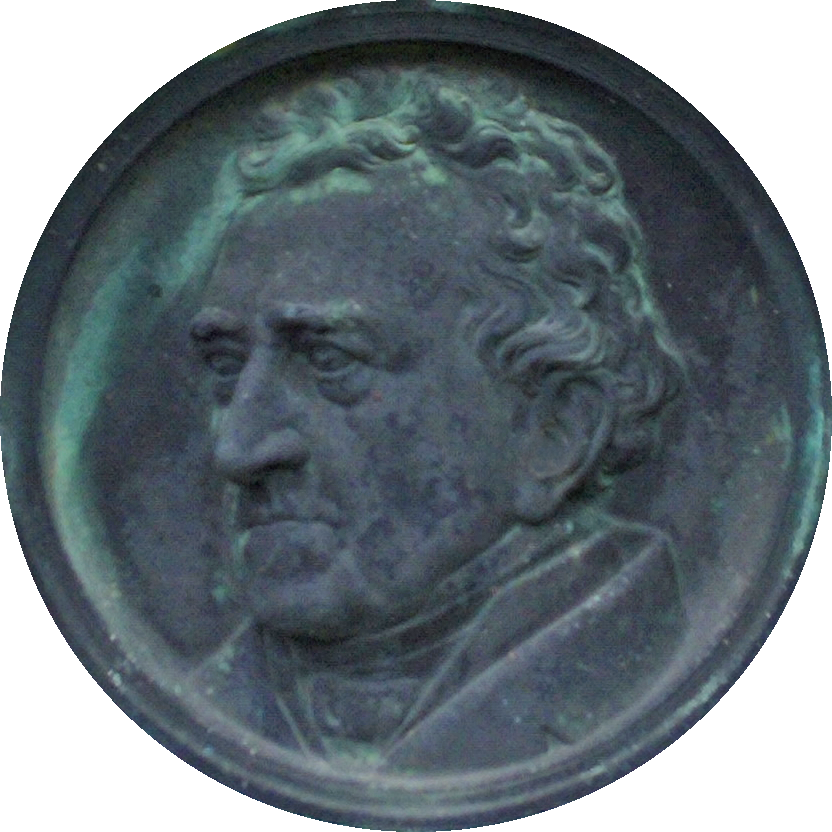
Karl Benjamin Preusker

### 17. Jahrhundert
- Adam Schilling (1566–1637), kursächsischer Kunstmaler, Bürger von Großenhain nach 1608, gründete eine Malerwerkstatt, die bis 1722 in Großenhain bestand
- Gottfried Meisner (1618–1690), evangelischer Theologe der Universität Wittenberg und Superintendent in Jessen und Großenhain
- Benjamin Hederich (1675–1748), Rektor in Großenhain, Lexikon- und Lehrbuchautor
- Adam Friedrich Zürner (1679–1742), evangelischer Pfarrer im Ortsteil Skassa, Kartograph und Aufstellungleiter der Kursächsischen Postmeilensäulen

### 18. Jahrhundert
- Johann Gottfried Pilarik (1705–1764), evangelischer Pfarrer, Kirchenlieddichter, Superintendent in Liebenwerda und Großenhain
- August Friedrich Ernst Langbein (1757–1835), Schriftsteller, arbeitete zeitweise im Justizamt von Großenhain
- Karl Benjamin Preusker (1786–1871), Rentamtmann in Großenhain, Archäologe, Bibliothekar und Gründer der ersten Volksbücherei Deutschlands in Großenhain
- Carl Wilhelm Hering (1790–1871), evangelischer Theologe, Superintendent in Großenhain und Heimatforscher

### 19. Jahrhundert
- William Hering (1812–1897), evangelischer Pfarrer in Strauch und Mitglied des Sächsischen Landtags
- Paul Gläser (1871–1937), Kirchenmusiker, Komponist und Kirchenmusikdirektor in Großenhain
- Horst von Minckwitz (1877–1956), Militärflieger und Aufbauleiter der Fliegerstation Großenhain
- Alfred Fellisch (1884–1973), Politiker der SPD und SED, Sächsischer Landesminister, Ministerpräsident von Sachsen und Amtshauptmann von Großenhain

### 20. Jahrhundert
- Paul Dietze (1894–nach 1935), 1933 kommissarischer Bürgermeister (NSDAP) von Großenhain
- Rudolf Bernhardt (1904–nach 1970), Jurist, von 1933 bis 1945 Bürgermeister (NSDAP) von Großenhain
- Ernst Jahns (1906–1970), von 1937 bis 1945 NSDAP-Kreisleiter von Großenhain
- Herbert Gadsch (1913–2011), Kirchenmusiker, Komponist und Kirchenmusikdirektor in Großenhain
- Heino (* 1938), bürgerlich Heinz Georg Kramm,  Schlagersänger, verbrachte einen Teil seiner Kindheit in Großenhain
- Chris Doerk (* 1942), Schlagersängerin, wurde in Großenhain als Gebrauchswerberin ausgebildet
- Corinna Harfouch (* 1954), Schauspielerin, verbrachte ihre Kindheit in Großenhain, legte ebenda ihr Abitur ab und erwarb erste schauspielerische Erfahrungen am Pioniertheater der Stadt
- Tom Sello (* 1957), Publizist und DDR-Oppositioneller, wuchs in Großenhain auf
- Kerstin Lauterbach (* 1959), Landtagsabgeordnete und Stadträtin (DIE LINKE)
- Corinna Köhler (* 1964), Krankenschwester, Politikerin der SPD, Mitglied des Sächsischen Landtages, legte ihr Abitur in Großenhain ab
- Sebastian Fischer (* 1981), Landtagsabgeordneter (CDU)
- Lucas Krzikalla (* 1994), Handballspieler

## Ehrenbürger
- 1840: Karl Benjamin Preusker (1786–1871), Archäologe, Bibliothekar und Gründer der ersten Volksbücherei Deutschlands in Großenhain[2]
- 1895: Otto von Bismarck (1815–1898), Reichskanzler
- Juni 1933: Martin Mutschmann (1879–1947), NSDAP-Gauleiter und Reichsstatthalter von Sachsen[3]